# Hunahpu et Ixbalanque
 (août 2025).
Si vous disposez d'ouvrages ou d'articles de référence ou si vous connaissez des sites web de qualité traitant du thème abordé ici, merci de compléter l'article en donnant les références utiles à sa vérifiabilité et en les liant à la section « Notes et références ».
Les jumeaux Ixbalanque (« Jeune Jaguar du soleil ») et Hunahpu (« Utilisant une sarbacane ») sont les fils de Hun Hunahpu (jumeau lui aussi de Vucub Hunahpu, et tous deux décapités dans le monde souterrain des Mayas par les seigneurs de Xibalba) et d’une jeune princesse Xibalbienne : Ixquic (La Dame Sang). 
La femme trouve la tête décapitée de Hun Hunahpu, la caresse mais se fait cracher dessus par celle-ci, elle tombe alors enceinte et est exilée sur Terre par les autres Xibalbien. Elle accouche sur Terre et en grandissant les jumeaux se révèlent alors être des grands joueurs de balle, tireurs à la sarbacane et escrocs.

## Dans l’inframonde

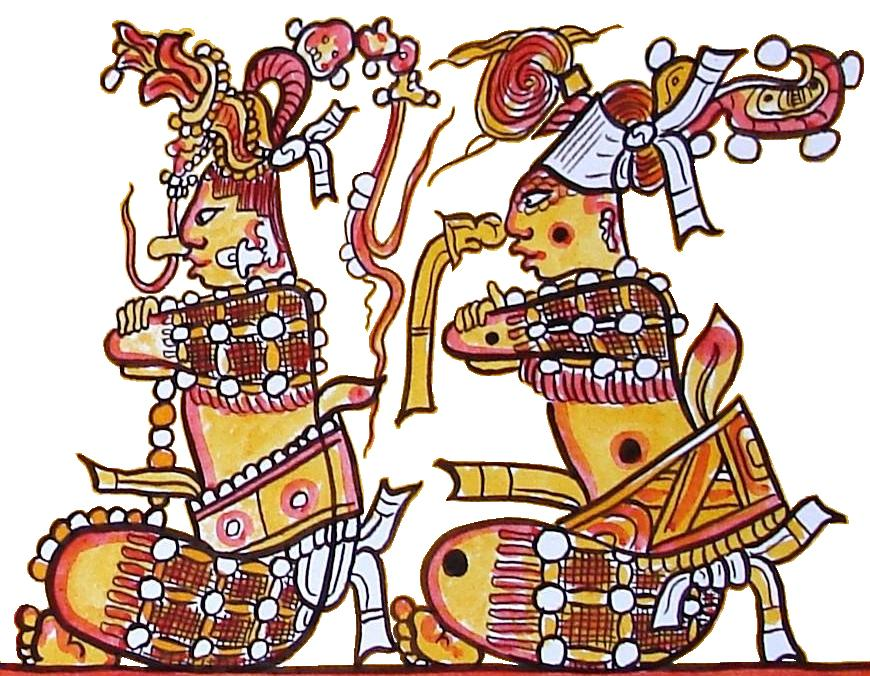
Cette image montre les Héros jumeaux, connus dans le livre sacré des Mayas, le Popol Vuh : Hunahpu et Xbalanque, peints par Lacambalam, motif inspiré d'une ancienne céramique Maya

Chez les Mayas, les seigneurs de la mort Hun Came (Une Mort) et Vucub Came (Sept Morts) dominaient Xibalba. Il s’agissait du monde inférieur dit aussi l’inframonde ou lieu de l'effroi, un lieu cauchemardesque, habité par des démons et les dieux de la Mort, distribuant maladies et malheurs. 
Ixbalanque et Hunahpu, les Héros jumeaux avaient pour destin de combattre et vaincre Hun Came et Vucub Came. Les frères avaient dérangé lors d’un jeu de balle les deux seigneurs de la mort et furent alors provoqués par ces derniers.
Bien que la mère des Héros, Xmucane, tentât de les persuader de ne pas s’y rendre, les jumeaux ignorèrent les conseils et descendirent dans l’inframonde à partir du terrain de jeu, lieu d’entrée de Xibalba sur Terre.
Ils traversèrent alors les rivières de sang et de pus pour se rendre dans l’inframonde, croisant nombre d’images des dieux de la Mort gravées dans du bois, présentes dans le but de tromper les voyageurs imprudents.
Hunahpu s’arracha un poil de jambe, qui devint alors un moustique, et l’envoya chercher les véritables seigneurs de la Mort pour les piquer. Ceux-ci enfin trouvés, les jumeaux furent confrontés à d’autres épreuves (la maison des Couteaux, la maison du Froid, la maison du Jaguar et la maison du Feu). Passant ces tests avec brio, les seigneurs de la Mort demandèrent aux jumeaux de passer la nuit dans  la maison des Chauves-Souris. Ils se cachèrent alors dans leurs sarbacanes, mais Hunapu ne put rester caché toute la nuit, en sortant la tête pour voir si le soleil se levait, il fut décapité par le dieu Chauve-Souris: Camazotz.

## Résurrection
Par stratagème, Ixbalanque frappa la tête de Hunahpu, qui se rattacha au corps. Hunahpu fut alors capable à nouveau d’écouter et de parler. Les jumeaux se présentèrent devant les dieux de la Mort pour un jeu de balle. Hun Came et Vacub Came prirent la tête d’Hunahpu comme balle, mais Ixbalanque l’attrapa et la rattacha encore une fois à son corps.
Bien que les Héros aient gagné le jeu de balle, les seigneurs de la Mort étaient toujours désireux de les tuer. Les dieux dressèrent un gigantesque feu au milieu duquel les Héros jumeaux durent sauter. Les jumeaux furent brûlés, et les Dieux écrasèrent leurs os calcinés en poussière et les jetèrent dans la rivière de la mort de Xibalba.
Trois jours plus tard, Ixbalanque et Hunahpu de nouveaux vivants, retournèrent voir les Dieux de la Mort, mais cette fois ci, déguisés en paysans dotés de pouvoirs extraordinaires. Les Dieux exigèrent aux deux de tuer et ressusciter un chien, ce qu’ils firent aussitôt. Puis que l'un d'entre eux réitère l’expérience avec l'autre. Ixbalanque arracha le cœur et découpa la tête de Hunahpu, puis le ressuscita. Les Dieux enchantés de cette démonstration demandèrent alors aux deux jumeaux déguisés de faire de même avec eux, les héros tuèrent alors l’un des seigneurs de la Mort mais sans user du pouvoir de résurrection. Voyant cela l’autre seigneur de Xibalba supplia les Héros et jura de ne plus jamais causer aucun tort à personne.

## Ascension de Ixbalanque et Hunahpu
Après cette victoire à Xibalba et les dieux arrogants éliminés, Ixbalanque et Hunahpu avaient un dernier acte à accomplir. Ils retournent à Xibalba récupérer les vestiges enfouis de leur père, Hun Hunahpu, et tentèrent de le ressusciter. Bien que son corps fut guéri, il n'a plus été le même, et il était incapable de vivre comme il le faisait auparavant. Les jumeaux quittèrent leur père, en lui jurant qu'il serait prié et respecté. 
Les jumeaux quittent alors Xibalba et remontent à la surface de la Terre. Cependant ils ne s'arrêtent pas là, et continuèrent de grimper tout droit vers le ciel. L'un devint alors le Soleil et l'autre la Lune.